# Bam Airport
De luchthaven Bam Airport bevindt zich oosten van de stad Bam in de provincie Kerman in Iran.

## Luchtvaartmaatschappijen en bestemmingen
| luchtvaartmaatschappij | bestemmingen     |
| ---------------------- | ---------------- |
| Iran Aseman Airlines   | Teheran-Mehrabad |